# Mecénás

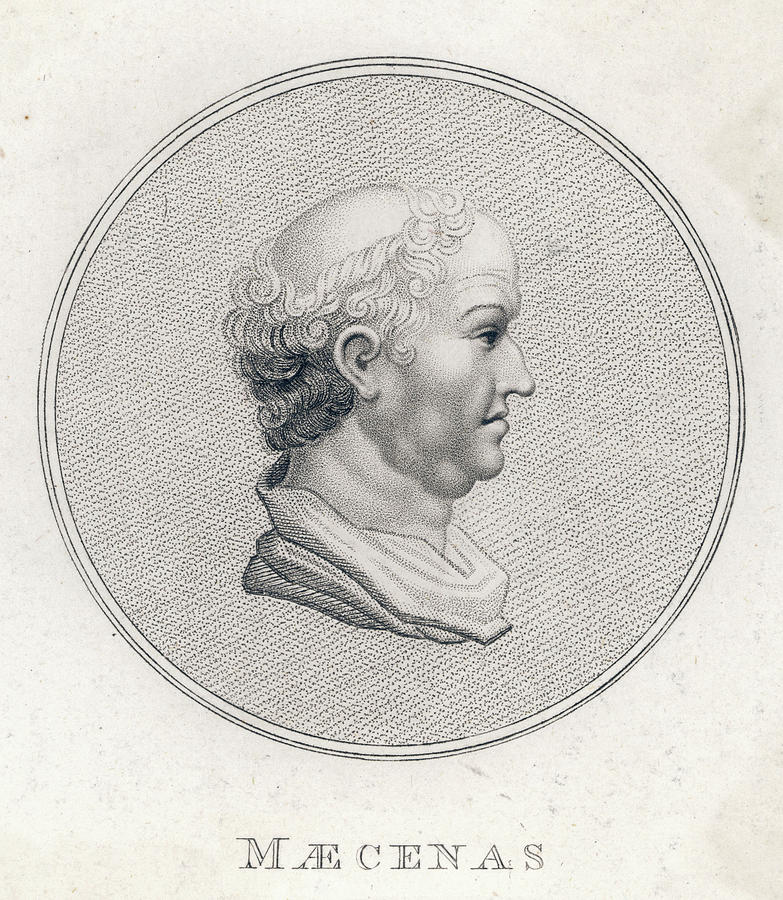
Caius C. Maecenas portréja, 18. századi metszet

A mecénás (műpártoló, pártfogó, támogató, patronáló, segítő vagy promóter, szponzor) olyan magánszemély vagy szervezet, aki vagy ami, önként támogatást, bátorítást, kiváltságot, esetenként pénzügyi támogatást is nyújt egy másik rászoruló szervezetnek vagy magánszemélynek. Az ókori világtól kezdve a mecénás szerepe nagyon fontos volt a különböző művészettörténeti korszakokban. 

## A szó eredete
Az elnevezés az ókorból ered, amikor a dúsgazdag és művészeteket pártoló Gaius Cilnius Maecenas (i. e. 70. április 13. – i. e. 8.) római lovag neve a művészeket anyagilag és erkölcsileg segítő tevékenysége okán közmondásossá vált, majd a római császárkortól kezdve a művészetek bőkezű pártfogóinak szinonimájává formálódott az egész világon, akiket ezért ma mecénásnak hívnak. Maecenas etruszk fejedelmi család leszármazottja volt, az i. e. 40-es évektől odaadó híve lett Augustus császárnak. Egy szebb jövő megteremtőjét üdvözölte benne, aki mindent elkövetett, hogy korának elfásult nemzedékét regenerálja. Az általa irányított császári propagandát a Maecenas-kör (Caius Cornelius Gallus, Lucius Varius Rufus, Publius Vergilius Maro, Quintus Horatius Flaccus, Albius Tibullus, Sextus Propertius, Caius Asinius Pollio) irodalmi tevékenysége alapozta meg a római latin nyelvű költészet aranykora idejében. Maecenas életéről főként az általa különösen támogatott kortársai Horatius, Propertius, Vergilius költeményeiből ismerünk részleteket. I. sz. 8-ban bekövetkezett halála után írtak életéről a görög-latin kultúra képviselői Cassius Dio, Velleius Paterculus, Tacitus, Suetonius, Appianosz, Plutarkhosz, valamint Seneca is.

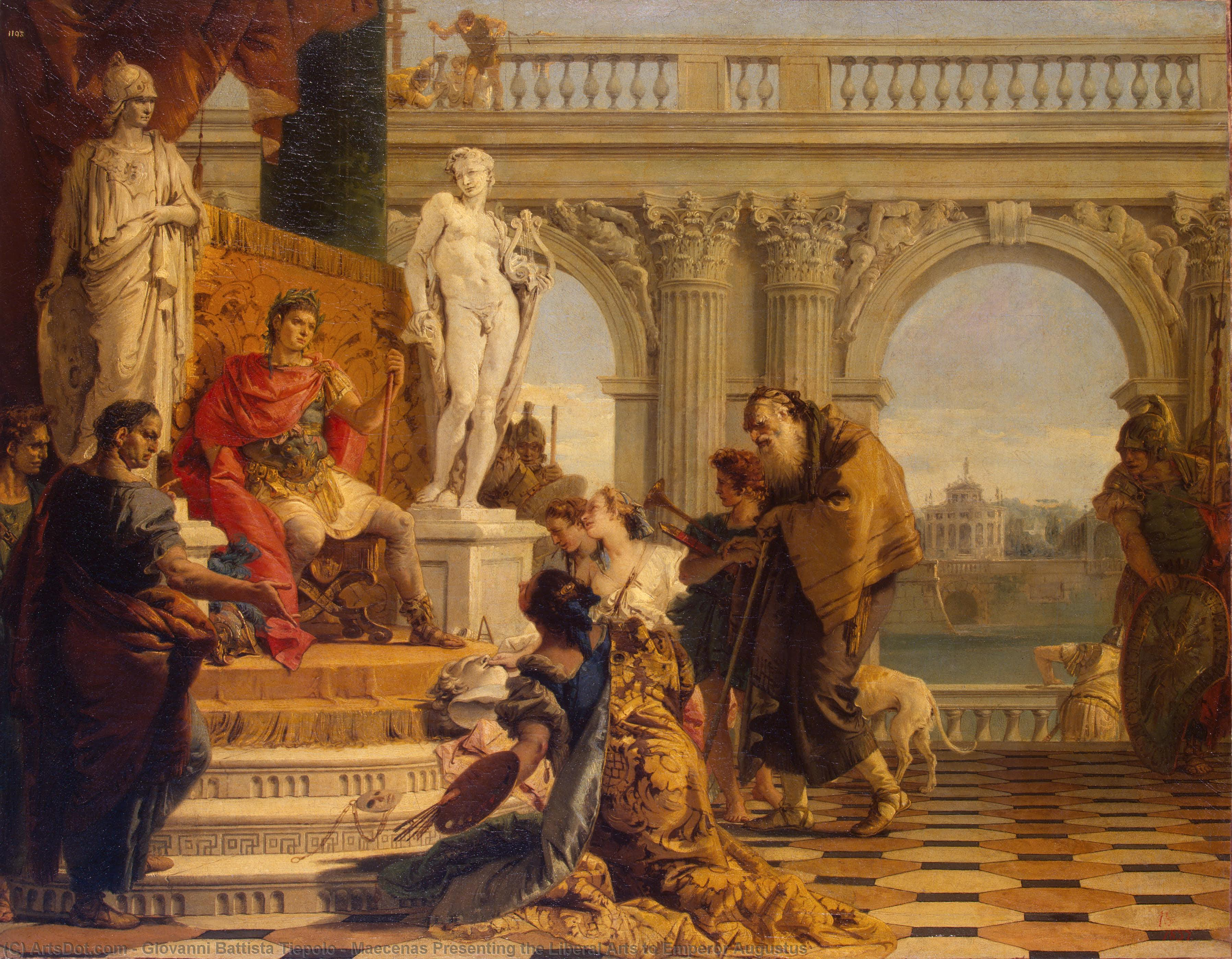
Giovanni Battista Tiepolo: Maecenas bemutatja Augustus császárnak a szabad művészeteket, 1743

Maecenas az actiumi csatát követően, az i. e. 44-30-as római polgárháborúk befejezése után, minden közhivataltól visszavonulva élt Róma hét dombjának egyikén, az Esquilinus halmon álló palotájában, amelyet díszes kertek vettek körül. Itt gyűjtötte maga köré korának legkiválóbb epikus költőit, akiket sokféleképpen patronált.
Maecenas felismerte Publius Vergilius Maro költőben a császári rendszer kultúrpolitikájának legművészibb és leghatásosabb kifejezőjét, és beajánlotta Augustus római császárnak, Vergilius pedig Maecenason keresztül a legfőbb állami hatalomnak beajánlotta Quintus Horatius Flaccus költőt. Maecenas mindkét költőnek befolyásos támogatója maradt. Patronálásának köszönhetően nagy vagyonra tehetett szert Sextus Propertius elégiaköltő is. Maecenas ösztönözte Vergiliust a Georgica (földművelési dolgok) című művének megírására, amely i. e. 29-ben készült el és négy könyvből állt, amely már kifejezetten az augustusi eszmék szolgálatában készült. Bőkezűségét bizonyítja, hogy Horatiusnak i. e. 33-ban egy közép-itáliai (sabinumi) birtokot ajándékozott, ahol a költő ezután gondtalanul alkothatott a saját villájában. A műkedvelő paraszti gazdálkodás mellett jutott ideje a költészetének gyakorlására. Horatius két hónappal pártfogója halála után halt meg Rómában. Testét az Esquilinuson temették el Maecenas mellé, akit a nagy költő a lelke felének nevezett.
A művészettörténetben a királyok, pápák és a gazdagok voltak a művészetek, a zenészek, képzőművészek, színházművészek mecénásai. A művészet pártolása által alátámasztották a saját politikai ambícióikat, társadalmi helyzetüket és presztízsüket is. A művészeti intézményrendszerek átalakulása nyomán napjainkban a mecénás szerepét többnyire az állami intézmények töltik be, és ma már nem csak a művészet, hanem a tudomány és az oktatás területén is működnek ilyen támogatók.